# Tannen-Streckfuß
Der Tannen-Streckfuß (Calliteara abietis) ist ein Schmetterling (Nachtfalter) aus der Unterfamilie der Trägspinner in der Familie der Erebidae.

## Merkmale
Die Männchen haben eine Flügelspannweite von etwa 40 mm und sind von bräunlicher oder grauer Grundfarbe. Sie besitzen deutlich gekämmte Fühler. Die Weibchen sind in der Regel etwas größer mit Flügelspannweiten um 50 mm, von mehr weißer bis hellgrauer Grundfarbe und besitzen eher fadenförmige, sehr schwach gekämmte Fühler. Bei beiden Geschlechtern besteht die Zeichnung der Vorderflügeloberseite aus stark gezackten, dunklen Querlinien. Prominent sind vor allem die innere Querlinie im Basalbereich und die äußere Querlinie im Diskalbereich. Das Mittelfeld wird zusätzlich von einem dunklen relativ unscharf begrenzten dunklen Band durchzogen. Vor allem bei den Männchen sticht durch die dunklere Grundfarbe zwischen diesem Band und der inneren Querlinie ein heller Strich parallel zur Costa hervor. Gelegentlich ist dieser Strich auch zu einem aufgehellten Basalfeld erweitert. Die Wellenlinie im Postdiskalbereich ist meist angedeutet, als helle Linie zwischen der dunkleren Grundfarbe. Der Flügelsaum ist schwarz gescheckt. Die Ausbildung der Querlinien und die Grundfarbe ist variabel. Manchmal sind die Querlinien in einzelne Abschnitte aufgelöst und nicht durchgängig. Die Grundfarbe kann von fast dunkelgrau oder braun bis hell und fast weiß reichen. Auffälligstes und am meisten konstantes Merkmal ist das v-förmige Nierenmakel, welches die Art deutlich vom verwandten Buchen-Streckfuß (Calliteara pudibunda) unterscheidet. Dieser ist zudem meist weniger kontrastreich gezeichnet und neigt zu sehr unscharf ausgebildeten, weniger gezackten Querlinien.
Die ausgewachsenen Raupen haben eine grüne Grundfarbe. Auf dem Rücken besitzen sie zwei weiße Längsstreifen, etwas unterhalb der hellen Stigmen einen weiteren. In der Mitte der Segmente sind diese Längsstreifen oft unterbrochen. Die einzelnen Abschnitte der weißen Streifen sind in Längsrichtung schwarz umrandet. Die gesamte Raupe ist mit langen, aber nicht sehr dichten schwarzen Haaren bedeckt. Ähnlich wie der Buchen-Streckfuß besitzt die Raupe vom vierten bis zum siebten Segment dorsale Haarbüschel, welche rötlich braun sind. An den Seiten sind die Haarbüschel meist weißlich und können auch mittig dunklere Bereiche aufweisen. Seitlich der Kopfkapsel ragen zwei lange, schwarze Haarpinsel nach vorn und auf dem letzten Segment tragen die Raupen einen weiteren gelblichen, nach oben ragende Haarpinsel.
Ähnliche Arten:
- Buchen-Streckfuß (Calliteara pudibunda), (Linnaeus, 1758)

## Verbreitung und Lebensraum
Der Tannen-Streckfuß ist eine Art der borealen Nadelwälder und erreicht in Mitteleuropa die Westgrenze seines Verbreitungsgebietes. Er besiedelt in Mitteleuropa vor allem Fichten- und Tannenwälder der Mittelgebirge.
Der westlichste Teil des Verbreitungsgebietes liegt in Deutschland und Dänemark. Von dort kommt die Art ostwärts in Polen, Tschechien, Österreich, Ungarn, Rumänien und der Slowakei vor. Im Norden wird das Baltikum, Schweden, Norwegen und Finnland besiedelt. Der größte Teil des Verbreitungsgebietes erstreckt sich über Westrussland, den Ural und Sibirien.

## Lebensweise
Die Flugzeit beginnt im Großteil des Verbreitungsgebietes Anfang Juni und endet bereits Ende Juli, selten auch erst im August. Die Hauptflugzeit ist jedoch im Juli. In den nördlichsten Teilen des Verbreitungsgebietes kann die Flugzeit um einige Wochen nach hinten verschoben sein. In seltenen Fällen kann es im September zu einer partiellen zweiten Generation kommen.
Die Hauptfutterpflanze in Mitteleuropa ist die Gemeine Fichte (Picea abies), seltener auch die Weiß-Tanne (Abies alba). Im nordöstlichen Teil des Verbreitungsgebietes wird hauptsächlich die Sibirische Lärche (Larix sibirica) genutzt. Außerdem wird der Gemeine Wacholder (Juniperis communis) als Futterpflanze angegeben und in Teilen Sibiriens sind Raupenfunde an Waldkiefer (Pinus sylvestris) bekannt. Vermutlich leben die Raupen an einem breiteren Spektrum von Nadelbäumen. Die Falter legen die Eier in großen Gruppen von etwa 60 Eiern in den Baumkronen an Nadeln, Rinde und teilweise auch in Rindenritzen. Selten legen die Weibchen ihren gesamten Eivorrat von durchschnittlich 180 Eiern auf einmal ab. Die Raupen überwintern im 3. oder 4. Larvenstadium und begeben sich dazu in Bodennähe. Sinken die Temperaturen im Herbst auf unter 6 °C, suchen die Raupen ihre Überwinterungsplätze am Waldboden auf und verlassen diese erst Ende April bis Mai wieder. In den Baumkronen wachsen die Raupen im Frühjahr je nach Witterung schnell und sind etwa Ende Mai bis Anfang Juni ausgewachsen. Die Verpuppung findet in einem losen Gespinst aus Raupenseide und damit verflochtenen Haaren der Raupe statt. Der Kokon wird meist an Nadeln oder Rinde befestigt.

## Schadwirkung
Obwohl der Tannen-Streckfuß an wirtschaftlich wichtigen Nadelhölzern lebt, kommt er in seinen Lebensräumen meist in zu geringen Dichten vor, um eine Schadwirkung zu erzielen. Aus dem gesamten Verbreitungsgebiet ist lediglich in Ostsibirien bekannt, dass durch Massenvermehrungen eine ernsthafte Schädigung der Nadelbaum-Bestände entstehen kann. Massenvermehrungen sind beobachtet in Waldgebieten in Burjatien, Irkutsk, der Region um Krasnorjarsk, Transbaikalien, und Sachalin. Diese Massenvermehrungen können sich über mehr als 100 Quadratkilometer erstrecken und scheinen dabei periodisch im Intervall von etwa 10 Jahren aufzutreten.